# Маратон (озеро)
Маратон (греч. Λίμνη Μαραθώνα) — искусственное озеро (водохранилище) в Греции, на северо-востоке Аттики. Расположено на высоте 227 м над уровнем моря, на территории сообщества Капандритион к западу от города Марафон. На южном берегу расположена ныне необитаемая деревня Лимни-Маратонос (Λίμνη Μαραθώνος). Водохранилище в 1931—1959 гг. снабжало водой Афины. В 1959 году в Афины начала поступать вода из озера Илики, в 1981 году — из водохранилища Морнос.

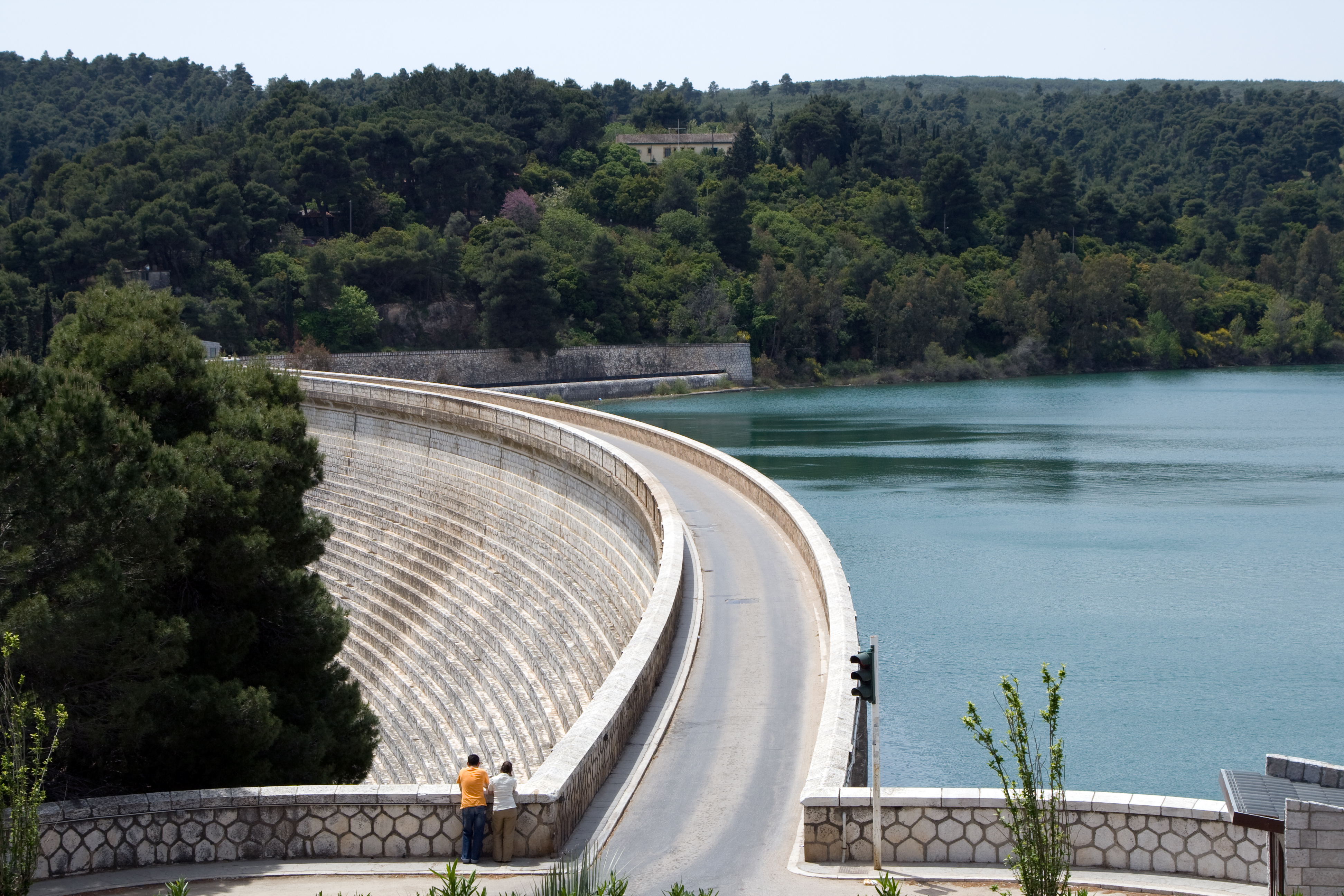
Дамба озера Маратон

Площадь водосборного бассейна 118 км². Площадь озера 2,45 км². Максимальная глубина 54 м. Эффективный объём 36 млн м³.
Высота плотины 54 м, ширина 28 у основания и 5,4 м — у гребня. Длина плотины 285 м. Гребень находится на высоте 227 м над уровнем моря, низа — 173 м над уровнем моря, а водосбросного сооружения — 223 м над уровнем моря. Расход водосбросного сооружения 520 м³/с. Плотина построена из бетона и является гравитационной плотиной. Уникальность плотине придаёт внешняя облицовка из белого пентелийского мрамора, который использовался при строительстве Парфенона и других зданий на афинском Акрополе. Дамба была построена фирмой «Улен» (Ulen & Co.), которая контролировала снабжение водой центральных районов страны, в том числе района Афины — Пирей до 1974 года, 50% капитала которой принадлежали Национальному банку Греции, а остальные 50% американцам, в том числе Генри Улену (Henry Charles Ulen, 1871—1963). Она была построена для удовлетворения возросшего спроса на воду, вызванного быстрым увеличением численности населения в Афинах после притока беженцев из Малой Азии из-за Малоазийской катастрофы во время и после окончания второй греко-турецкой войны (1919—1922). Строительство продолжалось с 1926 по 1929 год.